# Omori
OMORI es un videojuego de rol creado por la desarrolladora independiente OMOCAT que salió a la venta en diciembre de 2020.
Se trata de un videojuego del género terror psicológico y surrealista que explora temas como la ansiedad, la depresión y el trauma. El jugador controla a un chico hikikomori, llamado Sunny, y a su alter-ego en el mundo de los sueños, Omori; que exploran ambos mundos con el objetivo de vencer sus miedos y descubrir secretos: con las emociones en el punto central de la narrativa.
El videojuego, basado en diferentes conceptos que la artista principal había desarrollado desde 2011, sufrió diversos problemas durante su realización. Seis años después de su campaña de crowdfunding, que comenzó en 2014, el videojuego se publicó para Microsoft Windows y macOS, con futuros planes para su salida a la venta en Nintendo Switch, PlayStation 4 y Xbox One. Omori recibió críticas positivas, especialmente por el aspecto artístico y diversos elementos de su narrativa, banda sonora, y representación del trastorno mental.

## Argumento
El juego comienza con el personaje principal, Omori, despertando en WHITE SPACE ("Espacio Blanco" en español), una pequeña habitación donde ha vivido "desde que tiene memoria". Al cruzar la única puerta allí, entra al mundo de HEADSPACE, donde se hallan sus amigos Aubrey, Kel, Hero, Basil y su hermana mayor, Mari. En un pícnic comienzan a revivir varios recuerdos juntos a través del álbum de fotos de Basil, que los acaba invitando a visitar su casa. Una vez allí, Basil descubre una extraña foto que lo hace entrar en pánico. Inmediatamente, Omori es teletransportado a WHITE SPACE solo, esta vez sin la puerta para salir, por lo que su única opción es utilizar un cuchillo para apuñalarse, revelando que los acontecimientos anteriores eran parte de un sueño de un chico adolescente llamado Sunny.
Una vez controlando a Sunny, el jugador descubre que este se va a mudar en tres días. Sunny, hambriento, decide bajar a la cocina, pero a medio camino sufre una alucinación —que representa uno de sus miedos— a la cual deberá enfrentarse. Más tarde, vuelve a la cama y se despierta como Omori en el WHITE SPACE, donde se reúne de nuevo con sus amigos, que descubren que Basil ha desaparecido y se disponen a rescatarlo. Los cuatro exploran las diferentes regiones de HEADSPACE en búsqueda de Basil, con la ayuda de Mari. El grupo halla muchas distracciones durante su búsqueda, y los personajes van olvidando a Basil gradualmente.
Mientras tanto, en el mundo real, se descubre que Mari se suicidó hace cuatro años, lo cual precipitó la separación del grupo de amigos. Tras el suceso, Kel y Hero lograron, hasta cierto punto, recuperarse emocionalmente; Sunny, sin embargo, decidió aislarse en casa; Aubrey, por otro lado, se sintió traicionada al percibir que los demás se mostraban indeferentes ante lo ocurrido; y Basil desarrolló ansiedad y paranoia. Kel quiere volver a conectar con Sunny, por lo que llama a su puerta. El jugador puede decidir si quiere abrirla o no: si elige no hacerlo, se quedará en casa durante el resto de días hasta la mudanza, confinándose a sus tareas y a sus sueños.
Si se decide abrir la puerta a Kel, ambos se dirigen al pueblo, donde ven que Aubrey y sus amigos están acosando a Basil, a quien le habían robado su álbum. Tras enfrentarse a ellos, Kel y Sunny lo recuperan —aunque sin algunas de las fotos— y se lo devuelven a Basil, que decide prestárselo a Sunny e invitarlos a su casa. Mientras cenan allí, Basil descubre que Sunny se muda dentro de poco y se apresura al baño costernado. Sunny lo sigue y lo encuentra sumido en una alucinación similar a las suyas, pero decide no ayudarlo a pesar de su sufrimiento. Al día Kel siguiente, Kel y Sunny vuelven a encontrar a Aubrey y a sus amigos molestando a Basil en su viejo escondite secreto; después de enfrentarse a ellos, Aubrey empuja a Basil al lago. Sunny se sumerge para intentar salvarlo —aun no sabiendo nadar— por lo que los dos acaban siendo salvados de ahogarse por Hero. En el mundo de sueños, Omori y sus amigos regresan a la —ahora maltrecha— casa de Basil. Dentro de la habitación, Omori decide saltar por un hoyo en el suelo y entra a BLACK SPACE, un lugar en la profundidad de su mente donde encuentra a Basil, que intentará hablar con él repetidamente, siendo interrumpido constantemente de forma macabra. En la última estancia, Omori acaba con Basil y se coloca en lo alto de un trono de manos color escarlata.
En el último día antes de la despedida de Sunny, el grupo de amigos consigue reconciliarse con Aubrey y encontrar las fotos que faltaban del álbum. Juntos deciden pasar la última noche en casa de Basil, aunque este se niega a salir de su habitación. Una vez dormido, Sunny se enfrenta a la verdad de hace cuatro años en su sueño: antes de su recital, Sunny y Mari tuvieron una pelea en la cual él la empujo por las escaleras, causándole la muerte. Incapaz de creer que Sunny podría haber hecho algo así, Basil lo ayuda a disfrazar la muerte como un suicidio. Mientras dejan atrás el cadáver, ven el ojo de Mari asomar entre su cabello, observándolos fíjamente, lo cual se convierte en la base traumática de las alucinaciones de Sunny. Esto revela que, mientras que Basil estaba enfrentándose a sus sentimientos de culpa y odio hacia sí mismo, la depresión de Sunny lo llevó a crear tanto a HEADSPACE como a su alter ego, Omori, para reprimir su trauma. Sunny despierta entonces en medio de la noche, ortorgando al jugador la opción de elegir entre enfrentarse a Basil o volver a dormir.

### Finales
Si el jugador decide entrar en la habitación de Basil, este comienza a sufrir alucinaciones sobre "algo" que está manipulando a Sunny, y ambos acaban entrando en un estado de delirio que los llevará a una pelea en la que Basil termina por apuñalar a Sunny en el ojo, que se desmaya. Mientras están inconscientes, Sunny revive varios recuerdos de su infancia con sus amigos y hermana, lo cual le otorga la fuerza para enfrentarse a Omori. Omori se rehúsa a morir por lo que acaba derrotando a Sunny, lo cual culmina en una pantalla de "fin de la partida" en la que se le dan dos opciones al jugador.
- Si el jugador decide volver a intentarlo, Sunny se levanta y por fin tiene su recital con Mari. Después, Sunny abraza a Omori y este desaparece. En el mundo real, Sunny despierta en el hospital, se dirige a la habitación de Basil, donde se hallan sus amigos, se implica que Sunny les cuenta la verdad sobre la muerte de Mari. Si el jugador se aseguró de regar diariamente las plantas de Basil, al finalizar los créditos aparece una escena donde Basil y Sunny sonríen y sus alucinaciones desaparecen.[3]
- Si el jugador elige no continuar, Sunny desaparece en lugar de Omori y al despertar este se suicida saltando del balcón del hospital.[3]

También existen otros finales en los que, si el jugador decide ignorar a Basil, Sunny y sus amigos se enteran al despertar de que Basil se ha suicidado. Además, el jugador puede elegir volver a casa donde se despertara, y puede elegir entre suicidarse o mudarse mientras una ambulancia suena a lo lejos. Si el jugador elige no abrirle la puerta a Kel al principio del juego, este es el único final posible.

## Jugabilidad
Varios ítems útiles se encuentran repartidos por todo el mundo, y algunos se pueden obtener rompiendo sandías. Interactuar con el montón de frutas en la manta de pícnic cura al equipo, mientras que interactuar con la cesta de pícnic permite al jugador salvar el juego. La fuente de letra del cuadro de diálogo está escrita a mano y el tamaño del texto puede variar hasta cuatro tamaños diferentes, dando la sensación de variaciones en el volumen de la voz. 
El jugador puede moverse entre los mapas y los menús con las teclas direccionales ↑, ←, ↓, →; para cancelar o ir al menú, se debe presionar la tecla X; y con la tecla Z se confirman, aceptan y/o seleccionan los elementos. Para correr por el mapa, se puede mantener la tecla SHIFT o seleccionar la opción "Correr siempre" en el menú.
El modo de juego de Omori se basa en el de los juegos de rol japoneses tradicionales. El jugador controla un grupo de cuatro personajes: Omori, Aubrey, Kel y Hero. Cada uno de ellos posee habilidades únicas tanto en batalla como en el mapa mundo. En este, la cámara se encuentra en una perspectiva superior. El juego contiene misiones secundarias y rompecabezas que resolver, a través de los cuales se pueden obtener diferentes recompensas y habilidades.
 Estos pueden tratarse de armas y objetos específicos, algunos de los cuales se pueden comprar a través de la moneda virtual: clams (en español: «almejas»).
 Fuera de batalla, el grupo puede curarse y/o guardar interactuando con una cesta de pícnic, asociado con la hermana mayor del protagonista, Mari.

Las cuatro emociones principales

El juego presenta muchos elementos de los RPG "de culto" en batalla, entre ellos el cambio a modo pelea al tener contacto físico con un enemigo en el mapa, el sistema de combate por turnos, el aumento de nivel, la ganancia de experiencia y la capacidad de energía, salud y poder (en Omori conocidos como HEARTS y JUICE, respectivamente). Las batallas se desarrollan por un sistema de turnos en el que cada personaje realiza un movimiento. Tras atacar, otros personajes pueden realizar ataques posteriores en colaboración. Tanto ellos como los enemigos poseen puntos de salud; cuando reciben daño, estos se reducen; y si se alcanzan cero, el personaje es derrotado y se convierte en una tostada. Al contrario de la mayoría de juegos de rol, los efectos de estado se basan en un sistema de tres emociones. Las diferentes emociones pueden aumentar o reducir distintas propiedades de los personajes: el «enfado» («ANGRY» en el videojuego) incrementa el ataque del personaje a expensas de su nivel de defensa, la «tristeza» («SAD») aumenta la defensa pero reduce la velocidad, y la «felicidad» («HAPPY») otorga mayor velocidad a cambio de una menor precisión. Además, las emociones poseen ventajas contra otras: «felicidad» gana a «enfado», «enfado» gana a «tristeza» y «tristeza» gana a «felicidad». Asimismo, existen variantes de mayor potencia de cada emoción. Si la batalla es exitosa y ocurre un level up, cada integrante del equipo puede aumentar sus atributos como ATTACK (ataque), DEFENSE (defensa), SPEED (velocidad), LUCK (suerte), JUICE (jugo) y HEARTS (corazones). En el campo de batalla, amigos y enemigos pueden verse afectados por las emociones. Las emociones juegan un papel de cierta importancia al ser el sistema central del juego, estas emociones pueden alterar varios aspectos en el combate, tanto aliados como enemigos tienen la capacidad de alterar las emociones mediante el uso de habilidades (consumiendo jugo), o con objetos. Si un enemigo o aliado se encuentra en un estado alterado de emoción y se le vuelve aplicar el mismo cambio, esta ascenderá a un nuevo nivel.[cita requerida]

#### Guiño Amistoso
Cuando el ataque de un miembro del grupo golpea a un enemigo, el miembro del grupo puede elegir GUIÑO AMISTOSO (habilidad de cadena activa), el cual consiste en hablarle a un miembro del grupo para alegrarlo, enojarlo o entristecerlo, para así conseguir los efectos que producen las EMOCIONES en batalla.
Aparecerán burbujas de discurso junto al miembro del grupo atacante, con flechas en distintas direcciones. Se debe presionar cualquiera de estas teclas para lanzar un GUIÑO AMISTOSO con otro efecto. Solo quedan unos segundos para elegir un efecto antes de que finalice el turno del miembro atacante. Los miembros del grupo deben ahorrar suficiente ENERGÍA para realizar las habilidades de GUIÑO AMISTOSO.
Cada batalla comienza con la ENERGÍA del grupo en 3, y esta aumenta en 1 cada vez que un miembro del grupo recibe un golpe del enemigo. Normalmente un guiño cuesta 3 ENERGÍAS, pero se pueden almacenar hasta 10 de ellas para usar el guiño de Omori "LIBERAR ENERGÍA" en el cual todo el grupo ataca, causando daño masivo. Sin embargo, y debido a que en la historia del juego no todos los miembros se llevan bien entre ellos, los GUIÑOS no son efectivos a veces.
En la demo oficial del juego, lanzada vía Kickstarter, el marcador de ENERGÍA se muestra en la parte inferior de la pantalla, en forma de línea de pulso cardíaco. Dependiendo del nivel de ENERGÍA del grupo, la línea avanza más rápido o más lento, siendo 0 el nivel mínimo y 10 el nivel máximo. (Esto último cambió en la versión final del juego, mostrando ahora una barra de colores de púrpura a azul y con destellos, estos destellos irán oscilando en la barra y son proporcionales al nivel de energía almacenada, la intensidad de los colores también actúa así)

## Desarrollo
El juego, planeado en 2011 y basado en un concepto que compartían múltiples proyectos de Omocat, como OMORI'S BLOG, OMORI'S STORY, OMORI's SKETCHBOOK, y OMORI'S GRAPHIC NOVEL, una novela gráfica sin terminar. Fue anunciado por primera vez en 2014 con un primer tráiler conceptual, junto con el cual se realizó una campaña en Kickstarter. En 2017, otro tráiler más objetivo fue publicado de la misma forma, y un tercer y último tráiler, anunciado a finales del 2020, siguió el patrón de actualización trienal y dio fin al patrón trianual. 
Omori fue estrenado en Steam el 25 de diciembre del 2020.
El 15 de diciembre se anunció que saldria una versión para la Nintendo Switch para la primavera de 2022 en el Indie World Showcase de Nintendo, con un tráiler de 43 segundos confirmando las filtraciones de meses anteriores. El 1 de marzo de 2022 se anunciaron más detalles de la versión de Switch, se lanzó un nuevo tráiler de 49 segundos, en el que confirmaba un precio de $34.99, listo para ser reservado para la Nintendo Switch y la Sony Playstation 4, y las primeras unidades llegaran el 17 de junio de 2022.

## Personajes
| Personaje     | Descripción del personaje | Descripción del personaje | Descripción del personaje                                                               | Descripción del personaje                                                                                      | Visto por primera vez     |
| Personaje     | Descripción gráfica | Descripción gráfica | Descripción Psicológica/Conductual                                                      | Descripción Psicológica/Conductual                                                                             | Visto por primera vez     |
| Personaje     | HEADSPACE | Mundo Real | HEADSPACE                                                                               | Mundo Real | Visto por primera vez     |
| ------------- | --- | --- | --------------------------------------------------------------------------------------- | --- | ------------------------- |
| Sunny (Omori) | Chico blanco de cabello negro y corto con una camiseta de color negro sin mangas, pantalones cortos blancos a rayas negras y calcetines negros y largos. Tiene un gato negro en su habitación. Es el menor del grupo. | Chico blanco de cabello negro con pantalones cortos color beige, zapatos negros y un chaleco azul encima de una camiseta blanca. | Deprimido, cohibido.                                                                    | Serio y callado.                                                                                               | White Space               |
| Mari          | Chica alta de cabello con chasquilla morado y largo, y uniforme escolar. Es la hermana mayor de Sunny. | Chica alta de cabello con chasquilla negro y largo, y un vestido blanco viejo. (Solo se puede ver cuando vas al Deep Well, cuando Mari se revela a sí misma.) | Colaborativa, diligente, perfeccionista.                                                | Amable | Patio de Juegos           |
| Basil         | Chico de cabello verde y mediano, con una camiseta verde oliva claro y una jardinera de mezclilla. Su cabeza está adornada con una corona de flores.                                                                  | Chico de cabello rubio y mediano, con un chaleco color verde oliva, calcetines blancos, zapatos negros y pantalones cortos color beige. | Tímido, amable.                                                                         | Ansioso. | Patio de Juegos           |
| Aubrey        | Chica baja de cabello morado y largo con un vestido verde brillante, un moño rosa y truzas moradas. | Chica alta de pelo largo y rosa con lentes de contacto celestes y listón celestes, una chaqueta universitaria blanca y abierta, una camiseta negra, pantalones cortos de mezclilla, zapatillas verdes y calcetines negros y largos. Siempre lleva un bate con clavos consigo. | Alegre, torpe y carismática. Adora su moño rosa.                                        | Madura, seria e intimidante.                                                                                   | Habitación de los Vecinos |
| Kel (omori)   | Chico atlético de cabello morado y corto con pantalones cortos color azul y una camiseta sin mangas a cuadros multicolor.                                                                                             | Chico de cabellos castaño y corto, con una camiseta sin mangas anaranjada y blanca, pantalones cortos blancos y zapatillas negras. | Atlético, peleador y enojón. Nota cada error de los demás, especialmente los de Aubrey. | Competitivo, deportista y genuinamente cariñoso y atento con sus compañeros.Enamorado de su mejor amigo, Sunny | Habitación de los Vecinos |
| Hero          | Chico alto de cabello morado y desaliñado con un pijama blanco a rayas azules. Es el mayor del grupo. | Chico alto de cabello castaño y bien cuidado, con una sudadera gris, zapatillas verdes y un buzo color beige. | Mediador, pacífico y tranquilo. Puede hablar con los animales.                          | Sereno e indeciso.                                                                                             | Habitación de los Vecinos |